# 譚鑫培

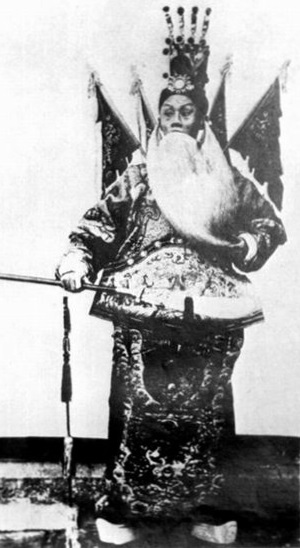
据称为中國第一部電影《定軍山》，譚鑫培扮演黄忠

譚鑫培（1847年4月23日—1917年5月10日），名譚金福，又名譚金培，藝名小叫天，人稱譚叫天，行內尊稱譚祖，湖北省武昌縣（今武漢市江夏區）人，中国京劇表演艺术家，工生行。
谭鑫培是一位承先啟後的京劇表演藝術家，影響極大，故去后，梁啟超寫輓聯「四海一人譚鑫培，聲名卅載轟如雷」。

## 生平
1905年，譚鑫培在北京拍了中國史上第一部電影《定軍山》，同時是世界史上首部京劇電影。
1915年，洪憲議起，适值袁寿辰，群下欲取悅主上，盡招在京有名伶官入南海供奉，乃取《國賊孫文》一書，譜為《新安天會》，化孙文為猴、黄兴為豬、李烈鈞為狗，排演成於袁生日寿筵。艺人谭鑫培名盛一时，清末曾受内廷供为慈禧唱戏，故被选為《新安天會》主角。不料谭氏嚴拒，又找到著名老生演员孙菊仙，再遭嚴拒。九門提督江朝宗親率城廂駐兵，将二人挾持而行。演畢，人賜二百銀元。谭氏不辭而去，大笑出門，將二百銀元沿途撒落，至新華門，而二百元盡矣。

## 艺术成就
谭鑫培開創了京劇生行的譚派，与汪桂芬、孙菊仙并称老生后三杰，新三鼎甲。代表剧目有：《定军山》、《阳平关》、《南阳关》、《太平桥》、《战长沙》、《当锏卖马》、《桑园寄子》、《碰碑》、《乌盆记》、《镇潭州》、《王佐断臂》、《南天门》等。
統一皮黃戲語言聲韻，以北京话（即标准国语）的押韻為京劇的韻部，以漢調西皮湖廣音為聲調的基礎，往北京话（即标准国语）靠攏，使北京人能聽懂皮黃戲，既有西皮的語言特色，也有二黃的質性，特別是「京化」，使北京人更喜欢。從此把皮黃戲改稱「京劇」。

## 传承
譚鑫培曾師事程長庚，程長庚在臨終遺言中說：｢惟子聲太甘，近於柔靡，亡國音也。我死後，子必獨步，然吾恐中國從此無雄風也｣。
余叔岩和王又宸是他的學生。余叔岩開創的余派根源於他的藝術，楊寶忠、楊寶森的楊派又源於余派藝術。言菊朋的言派和馬連良的馬派也都源於他的藝術。

## 家庭
子女共12人，共有8子4女。其子名以“嘉”字排列，依次为善、瑞、祥、荣、宾、乐、祜、禄。谭鑫培八个儿子中，前五位均从艺梨园。杨月楼之子杨小楼为其义子，谱名“嘉训”。女婿夏月润、王又宸等。

## 外部連結
- YouTube上的譚鑫培頻道
- YouTube上的伶界大王谭鑫培（一）天才坎坷，CCTV百家讲坛
- YouTube上的伶界大王谭鑫培（二）独占鳌头，CCTV百家讲坛
- YouTube上的伶界大王谭鑫培（三）壮烈暮年，CCTV百家讲坛